# Lannion-Trégor Communauté
Lannion-Trégor Communauté (LTC) est une communauté d'agglomération française, située dans le département des Côtes-d'Armor, en région Bretagne.

## Historique

### Anciennes intercommunalités
- La communauté de communes Lannion-Plestin-Perros-Guirec naît en 1994[1] et succède au Syndicat intercommunal pour le développement industriel de Lannion (SIDIRL) créé en 1958.

En 2003 cette communauté de communes se transforme en communauté d'agglomération  sous le nom de communauté d’agglomération Lannion-Trégor (CALT) regroupant 20 communes et environ 52 000 habitants.
En 2013, l'intercommunalité est renommée Lannion-Trégor Agglomération (LTA).
Malgré les réticences de la ville de Lannion,, le 1er janvier 2014, l'intercommunalité intègre les communes de l'ancienne Beg ar C'hra Communauté ainsi que la ville de Perros-Guirec, ce qui porte à vingt-neuf le nombre de communes regroupées au sein de l'intercommunalité,,. Pour l'occasion, elle se dote d'une nouvelle nom de communication, Lannion-Trégor Communauté (LTC), mais conserve sa dénomination légale, qui est toujours Lannion-Trégor Agglomération.
- Le 1er janvier 2015, les neuf communes de la communauté de communes du Centre Trégor rejoignent la communauté d'agglomération[1].

Lannion-Trégor Communauté devient alors une nouvelle communauté d'agglomération qui rassemble 38 communes et comptant plus de 78 990 habitants, dotée de nouveaux statuts officialisant son nom. Elle regroupe en 2015 environ 76 000 habitants.

### Intercommunalité créée en 2017
Dans le cadre des prescriptions de la loi portant nouvelle organisation territoriale de la République (Loi NOTRe), promulguée le 7 août 2015, qui prévoit que les établissements publics de coopération intercommunale (EPCI) à fiscalité propre doivent avoir un minimum de 15 000 habitants, le Schéma départemental de coopération intercommunale (SDCI) arrêté par le préfet des Côtes-d'Armor préconise la fusion de Lannion-Trégor Communauté, de la communauté de communes du Haut-Trégor — issue de la fusion en 2013 de la CC des Trois Rivières et de la CC du pays Rochois, et qui compte en 2015 15 680 habitants et de la  communauté de communes de la Presqu'île de Lézardrieux (8 091 habitants). —
Cette nouvelle structure intercommunale serait structuré autour de la ville-centre de Lannion, qui « constitue un pôle central en matière d’emplois, de santé (hôpital et cliniques), enseignements secondaire (4 000 élèves) et supérieur (1 600 étudiants). La technopole Anticipa concentre plus de 6 000 emplois, dont 3 500 dans le secteur de la recherche. Le pôle de compétitivité Images et réseaux est installé à Lannion, siège d’entreprises detaille internationale (Alcatel, Orange...). De nombreux services sont implantés: aéroport, gare SNCF (Plouaret), caisse d’allocationsfamiliales, caisse primaire d’assurance maladie, mutualité sociale agricole, pôle emploi ».
Après avis favorable des conseils communautaires et de 55 des 60 conseils municipaux concernées, le préfet des Côtes-d'Armor crée une nouvelle communauté d'agglomération par un arrêté du 12 septembre 2016 qui prend effet le 1er janvier 2017 et  qui fusionne : 
- l'ancienne communauté d'agglomération Lannion-Trégor Communauté (38 communes) ;
- la communauté de communes du Haut-Trégor (quinze communes) ;
- la communauté de communes de la Presqu'île de Lézardrieux (sept communes)

En gardant le nom Lannion-Trégor Communauté, et qui couvre la totalité de l'arrondissement de Lannion, afin de « rationaliser la carte intercommunale par le regroupement d'établissements publics de coopération intercommunale sur un territoire pertinent ».
À sa création, la nouvelle communauté d'agglomération regroupe 60 communes. À la suite de la création de la commune nouvelle de La Roche-Jaudy par fusion de quatre communes, la communauté d'agglomération compte 57 communes depuis le 1er janvier 2019.

## Territoire communautaire

### Géographie

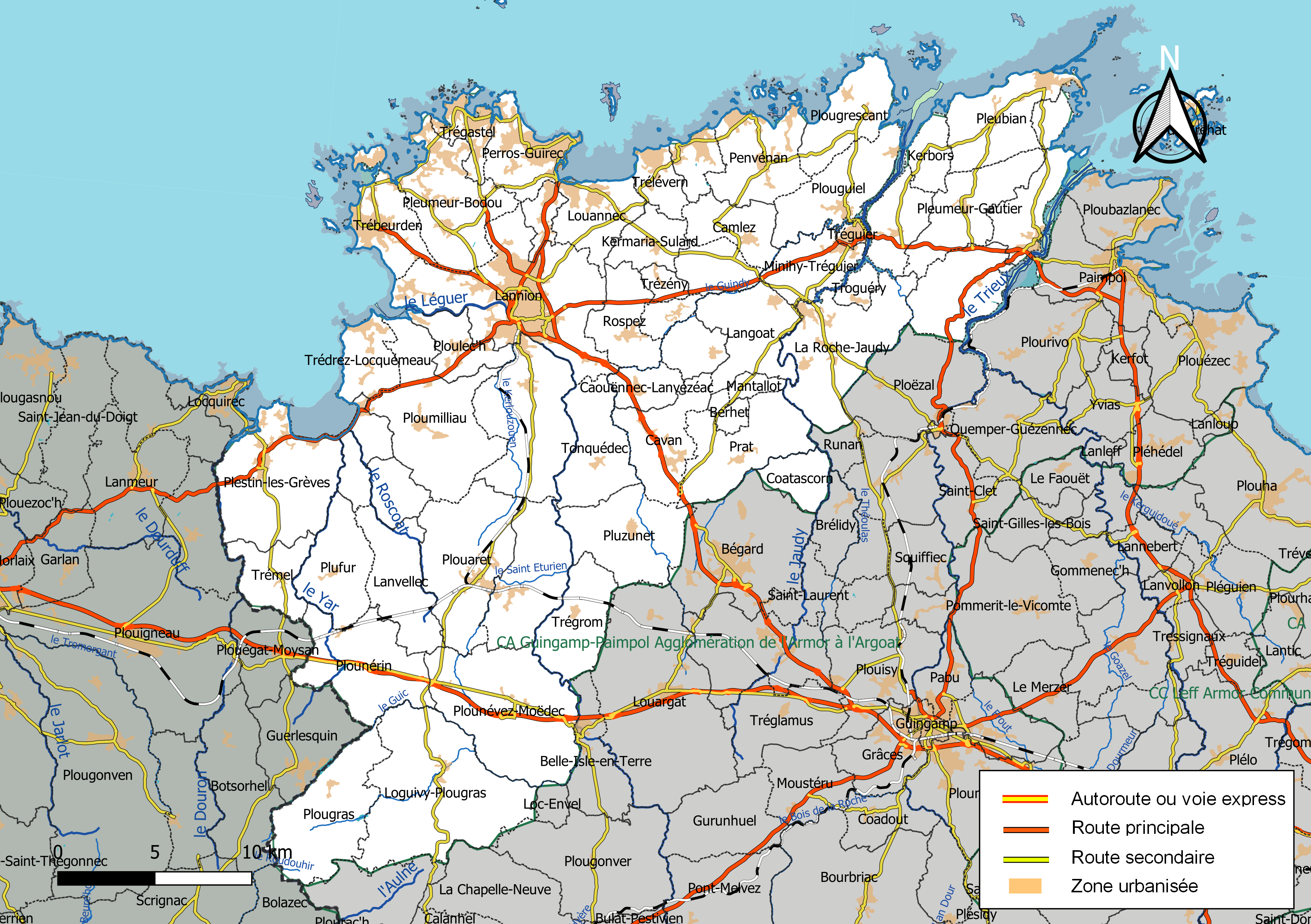
Carte de la communauté d'agglomération Lannion-Trégor Communauté au 1er janvier 2019.

Située à l'ouest du département des Côtes-d'Armor, la communauté d'agglomération Lannion-Trégor Communauté regroupe 57 communes et s'étend sur 904,4 km2. Elle constitue une partie importante du territoire du  « Grand Trégor » historique.
En 1960, Lannion a vu le développement de sa région grâce à l'arrivée du CNET et Alcatel. Lannion et sa région regroupe désormais une partie importante des activités de recherche en télécommunication en France, au sein de la technopole Anticipa qui comporte plus d'une centaine de PME et PMI. Le siège du pôle de compétitivité à vocation mondiale, "Images et Réseaux" se trouve à Lannion. La ville possède une antenne de la Chambre de commerce et d'industrie des Côtes-d'Armor.
- TIC (95 entreprises)
- Optique/Photonique (20 entreprises)
- Industrie agro-alimentaire
- Industrie marine (31 entreprises)

.

### Composition
La communauté d'agglomération est composée des 57 communes suivantes :

| Nom                   | Code Insee | Gentilé         | Superficie (km2) | Population (dernière pop. légale) | Densité (hab./km2) |
| --------------------- | ---------- | --------------- | ---------------- | --------------------------------- | ------------------ |
| Lannion (siège)       | 22113      | Lannionnais     | 43,91            | 20 525 (2022)                     | 467                |
| Berhet                | 22006      | Berhetois       | 3,23             | 272 (2022)                        | 84                 |
| Camlez                | 22028      | Camléziens      | 11,66            | 832 (2022)                        | 71                 |
| Caouënnec-Lanvézéac   | 22030      | Caouënnecais    | 7,07             | 904 (2022)                        | 128                |
| Cavan                 | 22034      | Cavannais       | 16,4             | 1 548 (2022)                      | 94                 |
| Coatascorn            | 22041      | Coatascornais   | 8,05             | 251 (2022)                        | 31                 |
| Coatréven             | 22042      | Coatrévenais    | 9,13             | 493 (2022)                        | 54                 |
| Kerbors               | 22085      | Kerborziens     | 6,88             | 286 (2022)                        | 42                 |
| Kermaria-Sulard       | 22090      | Kermarianais    | 9,02             | 1 106 (2022)                      | 123                |
| Langoat               | 22101      | Langoatais      | 18,5             | 1 161 (2022)                      | 63                 |
| Lanmérin              | 22110      | Lanmérinois     | 4,15             | 573 (2022)                        | 138                |
| Lanmodez              | 22111      | Lanmodéziens    | 4,15             | 400 (2022)                        | 96                 |
| Lanvellec             | 22119      | Lanvellecois    | 18,92            | 602 (2022)                        | 32                 |
| Lézardrieux           | 22127      | Lézardriviens   | 11,91            | 1 632 (2022)                      | 137                |
| Loguivy-Plougras      | 22131      | Loguiviens      | 47,68            | 788 (2022)                        | 17                 |
| Louannec              | 22134      | Louannecains    | 13,91            | 3 053 (2022)                      | 219                |
| Mantallot             | 22141      | Mantallotois    | 2,76             | 234 (2022)                        | 85                 |
| Minihy-Tréguier       | 22152      | Minihens        | 12,07            | 1 263 (2022)                      | 105                |
| Penvénan              | 22166      | Penvénanais     | 19,84            | 2 548 (2022)                      | 128                |
| Perros-Guirec         | 22168      | Perrosiens      | 14,16            | 7 260 (2022)                      | 513                |
| Plestin-les-Grèves    | 22194      | Plestinais      | 34,52            | 3 649 (2022)                      | 106                |
| Pleubian              | 22195      | Pleubiannais    | 20,1             | 2 334 (2022)                      | 116                |
| Pleudaniel            | 22196      | Pleudanielais   | 18,42            | 925 (2022)                        | 50                 |
| Pleumeur-Bodou        | 22198      | Pleumeurois     | 26,71            | 3 828 (2022)                      | 143                |
| Pleumeur-Gautier      | 22199      | Pleumeuriens    | 18,99            | 1 186 (2022)                      | 62                 |
| Plouaret              | 22207      | Plouarétais     | 29,98            | 2 230 (2022)                      | 74                 |
| Ploubezre             | 22211      | Ploubezriens    | 31,14            | 3 741 (2022)                      | 120                |
| Plougras              | 22217      | Plougrasiens    | 26,48            | 428 (2022)                        | 16                 |
| Plougrescant          | 22218      | Plougrescantais | 15,54            | 1 198 (2022)                      | 77                 |
| Plouguiel             | 22221      | Plouguiellois   | 19,07            | 1 745 (2022)                      | 92                 |
| Ploulec'h             | 22224      | Ploulec'hois    | 10,15            | 1 591 (2022)                      | 157                |
| Ploumilliau           | 22226      | Milliautais     | 34,69            | 2 460 (2022)                      | 71                 |
| Plounérin             | 22227      | Plounérinais    | 25,89            | 799 (2022)                        | 31                 |
| Plounévez-Moëdec      | 22228      | Plounévéziens   | 40,36            | 1 473 (2022)                      | 36                 |
| Plouzélambre          | 22235      | Plouzélambrais  | 7,84             | 202 (2022)                        | 26                 |
| Plufur                | 22238      | Plufuriens      | 17,5             | 533 (2022)                        | 30                 |
| Pluzunet              | 22245      | Pluzunétois     | 22,87            | 984 (2022)                        | 43                 |
| Prat                  | 22254      | Pratais         | 21,87            | 1 090 (2022)                      | 50                 |
| Quemperven            | 22257      | Quempervenois   | 7,69             | 416 (2022)                        | 54                 |
| La Roche-Jaudy        | 22264      | Rochois         | 29,42            | 2 643 (2022)                      | 90                 |
| Rospez                | 22265      | Rospeziens      | 13,24            | 1 790 (2022)                      | 135                |
| Saint-Michel-en-Grève | 22319      | Michelois       | 4,69             | 447 (2022)                        | 95                 |
| Saint-Quay-Perros     | 22324      | Kénanais        | 4,72             | 1 289 (2022)                      | 273                |
| Tonquédec             | 22340      | Tonquédois      | 18,01            | 1 201 (2022)                      | 67                 |
| Trébeurden            | 22343      | Trébeurdinais   | 13,4             | 3 821 (2022)                      | 285                |
| Trédarzec             | 22347      | Trédarzécois    | 11,68            | 1 069 (2022)                      | 92                 |
| Trédrez-Locquémeau    | 22349      | Trédréziens     | 10,65            | 1 468 (2022)                      | 138                |
| Tréduder              | 22350      | Tréduderois     | 4,8              | 201 (2022)                        | 42                 |
| Trégastel             | 22353      | Trégastellois   | 7                | 2 532 (2022)                      | 362                |
| Trégrom               | 22359      | Trégromois      | 16,64            | 447 (2022)                        | 27                 |
| Tréguier              | 22362      | Trégorrois      | 1,52             | 2 349 (2022)                      | 1 545              |
| Trélévern             | 22363      | Trélévernais    | 6,94             | 1 240 (2022)                      | 179                |
| Trémel                | 22366      | Trémelois       | 11,93            | 406 (2022)                        | 34                 |
| Trévou-Tréguignec     | 22379      | Trévousiens     | 6,52             | 1 581 (2022)                      | 242                |
| Trézény               | 22381      | Trézéniens      | 3,25             | 355 (2022)                        | 109                |
| Troguéry              | 22383      | Troguérois      | 3,61             | 219 (2022)                        | 61                 |
| Le Vieux-Marché       | 22387      | Vieux-Marchois  | 23,13            | 1 276 (2022)                      | 55                 |

### Démographie
| 1968   | 1975   | 1982   | 1990   | 1999   | 2010    | 2015    | 2021    |
| ------ | ------ | ------ | ------ | ------ | ------- | ------- | ------- |
| 82 255 | 88 338 | 91 295 | 91 357 | 93 105 | 100 953 | 100 135 | 100 259 |

## Organisation

### Siège
Le siège de la communauté d'agglomération est situé à Lannion, 1 rue Monge.
Elle dispose également de bureaux à : 
- Plouaret, rue Louis Prigent ;
- Cavan, 11 place du Général de Gaulle ;
- Tréguier, 12 rue Lamenais ;
- Pleudaniel, Kérantour ;
- La Roche-Derrien, place de l'Église.

### Élus
La communauté d'agglomération est administrée par son conseil communautaire, composé pour la mandature 2020-2026 de 85 conseillers municipaux représentant chacune des  communes membres et répartis proportionnellement à leur population, de la manière suivante :
| Nombre de conseillers | Communes                                                                                   |
| --------------------- | ------------------------------------------------------------------------------------------ |
| 16                    | Lannion                                                                                    |
| 5                     | Perros-Guirec                                                                              |
| 3                     | Pleumeur-Bodou                                                                             |
| 2                     | Louannec, Penvénan, Plestin-les-Grèves, Ploubezre, Ploumilliau, La Roche-Jaudy, Trébeurden |
| 1 ou son suppléant    | les 47 autres communes                                                                     |

Au terme des élections municipales de 2020 dans les Côtes-d'Armor, le nouveau conseil communautaire a réélu son président, Joël Le Jeune. Celui-ci ayant démissionné, le conseil communautaire a élu le 13 septembre 2022 son nouveau président, Gervais Egault, maire de Louannec, et désigné ses 15 vice-présidents, qui sont : 
|     | Attributions                                                                                         | Identité            | Qualité                              |
| --- | --- | ------------------- | ------------------------------------ |
| 1er | Affaires générales et ressources humaines                                                            | Frédéric Le Moullec | Adjoint au maire de Pleumeur-Gautier |
| 2e  | Culture, patrimoine, habitat et équipements sportifs                                                 | Guirec Arhant       | Maire de Tréguier                    |
| 3e  | Économie et emploi                                                                                   | Erven Léon          | Maire de Perros-Guirec               |
| 4e  | Aménagement du territoire, planification et urbanisme                                                | Paul Le Bihan       | Maire de Lannion                     |
| 5e  | Mobilités                                                                                            | Carine Hue          | Conseillère municipale de Lannion    |
| 6e  | Énergie et relations avec la SEM Lannion-Trégor                                                      | Hervé Guélou        | Maire de Plufur                      |
| 7e  | Action sociale                                                                                       | François Ponchon    | Maire de Saint-Michel-en-Grève       |
| 8e  | Enfance, jeunesse et sports                                                                          | Denise Prud'Homm    | Maire de Penvénan                    |
| 9e  | Tourisme                                                                                             | Bénédicte Boiron    | Maire de Trébeurden                  |
| 10e | Poste vacant                                                                                         | Poste vacant        | Poste vacant                         |
| 11e | Environnement                                                                                        | Annie Bras-Denis    | Maire de Plouaret                    |
| 12e | Politiques contractuelles et territoriales, Maisons de services au public et Espaces France Services | Christian Jeffroy   | Maire de Plestin-les-Grèves          |
| 13e | Eau, assainissement et eaux pluviales urbaines                                                       | Cédric Seureau      | Adjoint au maire de Lannion          |
| 14e | Économie maritime, commerce et artisanat                                                             | Loïc Mahé           | Maire de Pleubian                    |
| 15e | Animation territoriale, communication et dialogue social                                             | Cécile Auriac       | Maire de Trémel                      |

Le bureau exécutif de la communauté est constitué pour la fin de la mandature 2020-2026 du président, des 15 vice-présidents, de 9 membres permanents et 2 conseillers spécialisés.

### Liste des  présidents
| Période                                                                     | Période                    | Identité          | Étiquette                  | Qualité |
| --------------------------------------------------------------------------- | -------------------------- | ----------------- | -------------------------- | --- |
| Syndicat intercommunal pour le développement industriel de Lannion (SIDIRL) |                            |                   |                            | |
| janvier 1958                                                                | avril 1983                 | Pierre Bourdellès | CD puis CDP puis UDF (CDS) | Agriculteur Maire de Louannec (1935 → 1983) Député au Parlement européen (1969 → 1978) Député des Côtes-du-Nord (5e circ.) (1958 → 1978) Conseiller général de Perros-Guirec (1949 → 1979) |
| avril 1983                                                                  | décembre 1994              | Georges Le Noane  | DVG (PS app.)              | Ingénieur au CNET de Lannion Maire de Trégastel (1983 → 1995) |
| Communauté de communes                                                      |                            |                   |                            | |
| décembre 1994                                                               | juillet 1995               | Georges Le Noane  | DVG (PS app.)              | Ingénieur au CNET de Lannion Maire de Trégastel (1983 → 1995) |
| juillet 1995                                                                | juin 1997                  | Alain Gouriou     | PS                         | Professeur d'histoire-géographie Maire de Lannion (1989 → 2008) Conseiller général de Lannion (1982 → 2001) Conseiller régional de Bretagne (1992 → 1997) |
| juin 1997                                                                   | décembre 2002              | Denis Mer         | PS                         | Dessinateur industriel puis ingénieur Premier adjoint au maire de Lannion (1989 → 2001) Conseiller municipal de Lannion (1989 → 2014) Conseiller général de Lannion (2001 → 2015) Vice-président du conseil général des Côtes-d'Armor (2002 → 2011)                                                       |
| Communauté d'agglomération                                                  |                            |                   |                            | |
| janvier 2003                                                                | avril 2008                 | Denis Mer         | PS                         | Ingénieur Premier adjoint au maire de Lannion (1989 → 2001 et 2008 → 2010) Conseiller municipal de Lannion (1989 → 2014) Conseiller général de Lannion (2001 → 2015) Vice-président du conseil général des Côtes-d'Armor (2002 → 2011) Président du syndicat mixte de l'aéroport de Lannion (2008 → 2015) |
| avril 2008                                                                  | septembre 2022,            | Joël Le Jeune,    | PS puis LREM → RE          | Ingénieur Maire de Trédrez-Locquémeau (1989 → ) Démissionnaire |
| septembre 2022                                                              | En cours (au 26 mars 2023) | Gervais Egault    | PS puis LREM               | Ingénieur Maire de Louannec (2014 → ) Vice-président de la CA Lannion-Trégor Communauté (2017 → 2022) |

### Compétences
LTC exerce les compétences qui lui ont été transférées par les communes propres, dans les conditions déterminées par le code général des collectivités territoriales.
À compter de 2019, il s'agit de : 
- Développement économique : 
  - « Élaboration d'une politique globale et harmonieuse de développement économique visant, d'une part, à équilibrer les activités sur la totalité du territoire de la communauté, et, d'autre part, à diversifier la nature de ces activités » ;
  - Zones d'activité, politique locale du commerce, promotion du tourisme ;
- Aménagement de l'espace communautaire : SCoT, PLU, carte communale et autres documents d'urbanisme, zones d'aménagement concerté (ZAC) d'intérêt communautaire, organisation de la mobilité et service de transport souple à la demande ;
- Équilibre social de l'habitat : programme local de l'habitat (PLH), politique du logement, logement d'intérêt communautaire dont le logement social et celui des personnes défavorisées, amélioration et adaptation de l'habitat, accession à la propriété, accompagnement d'opérations immobilières d'intérêt communautaire et constitution de réserves foncières ;
- Politique de la ville dans la communauté, dont les dispositifs locaux de prévention de la délinquance ;
- Gestion des milieux aquatiques et prévention des inondations (GEMAPI) ;
- Aires d'accueil des gens du voyage ;
- Collecte et traitement des déchets des ménages et déchets assimilés ;
- Eau, assainissement des eaux usées, gestion des eaux pluviales urbaines ;
- Voirie et parcs de stationnement d'intérêt communautaire ;
- Protection et mise en valeur de l'environnement et du cadre de vie : 
  - Qualité de l'eau y compris protection de la ressource ;
  - Soutien aux actions de maîtrise de la demande d'énergie ;
  - Espaces naturels ;
  - Actions de sensibilisation de protection à l'environnement ;
  - Site et équipement d'intérêt communautaire ;
  - Lutte contre les pollutions de toute nature notamment lutte contre la pollution de l'air et les nuisances sonores ;
- Équipements et services sportifs et culturels d'intérêt communautaire ;
- Maisons de services au public ;
- Action sociale d'intérêt communautaire ;
- Enseignement supérieur, recherche et formation ;
- Aménagement numérique du territoire ;
- Mutualisation de moyens et de personnels ;
- Coopération décentralisée ;
- Équipements ferroviaires : Aménagement ou participation à l'aménagement des abords des gares ;
- Maisons de santé ;
- Financement du contingent d'incendie et de secours ;
- Caserne de gendarmerie de Lézardrieux ;
- Balisage de la rivière de Tréguier, entretien de la « grande cale » de Pors Hir (Plougrescant) et de la cale du port de La Roche Jaune (Plouguiel) ;
- Gestion de tous les mobiliers accessoires affectés aux lignes de transports de Lannion-Trégor Communauté (poteaux d'arrêt, abris voyageurs...).

### Régime fiscal et budget
La communauté d'agglomération est un établissement public de coopération intercommunale à fiscalité propre.
Afin de financer l'exercice de ses compétences, l'intercommunalité perçoit, comme toutes les communautés d'agglomération, la fiscalité professionnelle unique (FPU) – qui a succédé à la taxe professionnelle unique (TPU) – et assure une péréquation de ressources.
Elle collecte également la taxe d'enlèvement des ordures ménagères (TEOM), qui finance ce service public.
LTC ne verse pas de dotation de solidarité communautaire (DSC) à ses communes membres.

### Personnel
Pour mettre en œuvre ses compétences, LTC employait au 31 décembre 2019 442 fonctionnaires titulaires ou stagiaires, 71 agents non-titulaires de droit public, 4 apprentis et 65 salariés titulaires d'un CDI, auxquels s'ajoutent 153 agents pour le CIAS et les EHPAD, ainsi que 32 salariés de l'EPIC LTC.

### Organismes de coopération
Pour la gestion des déchets, LTC est adhérent au Smitred Ouest d'Armor et désigne des délégués pour siéger au Comité Syndical de celui-ci. Les déchets sont traités dans les différentes installations du Smitred Ouest d'Armor.

### Identité visuelle

Logo de la LTA de 1994 à décembre 2013
Logo de la LTC depuis le 1er janvier 2014
Logo de LTC depuis le 27 juin 2023

## Projets et réalisations
Conformément aux dispositions légales, une communauté d'agglomération a pour objet d'associer « au sein d'un espace de solidarité, en vue d'élaborer et conduire ensemble un projet commun de développement urbain et d'aménagement de leur territoire ».

### Habitat
LTC est l'autorité qui attribue depuis 2011 les aides publiques au logement par convention avec l'État ,.

### Transport
Lannion-Trégor Communauté est l'Autorité organisatrice de la mobilité de son territoire et a mis en place son réseau de  transports urbains et péri-urbains : les Transports intercommunaux Lannion-Trégor (TILT).